# Gymnotus paraguensis
Gymnotus paraguensis és una espècie de peix pertanyent a la família dels gimnòtids.

## Descripció
- Fa 24 cm de llargària màxima.[5][6]

## Hàbitat
És un peix d'aigua dolça, bentopelàgic i de clima tropical.

## Distribució geogràfica
Es troba a Sud-amèrica: conques dels rius Paraguai i Paranà al Brasil i el Paraguai.

## Observacions
És inofensiu per als humans.